# Poilly-lez-Gien
Poilly-lez-Gien is een gemeente in het Franse departement Loiret (regio Centre-Val de Loire). De plaats maakt deel uit van het arrondissement Montargis. Poilly-lez-Gien telde op 1 januari 2022 2.464 inwoners.

## Geografie
De oppervlakte van Poilly-lez-Gien bedroeg op 1 januari 2022 33,29 vierkante kilometer; de bevolkingsdichtheid was toen 74 inwoners per km². De Notreure vloeit er in de Loire.

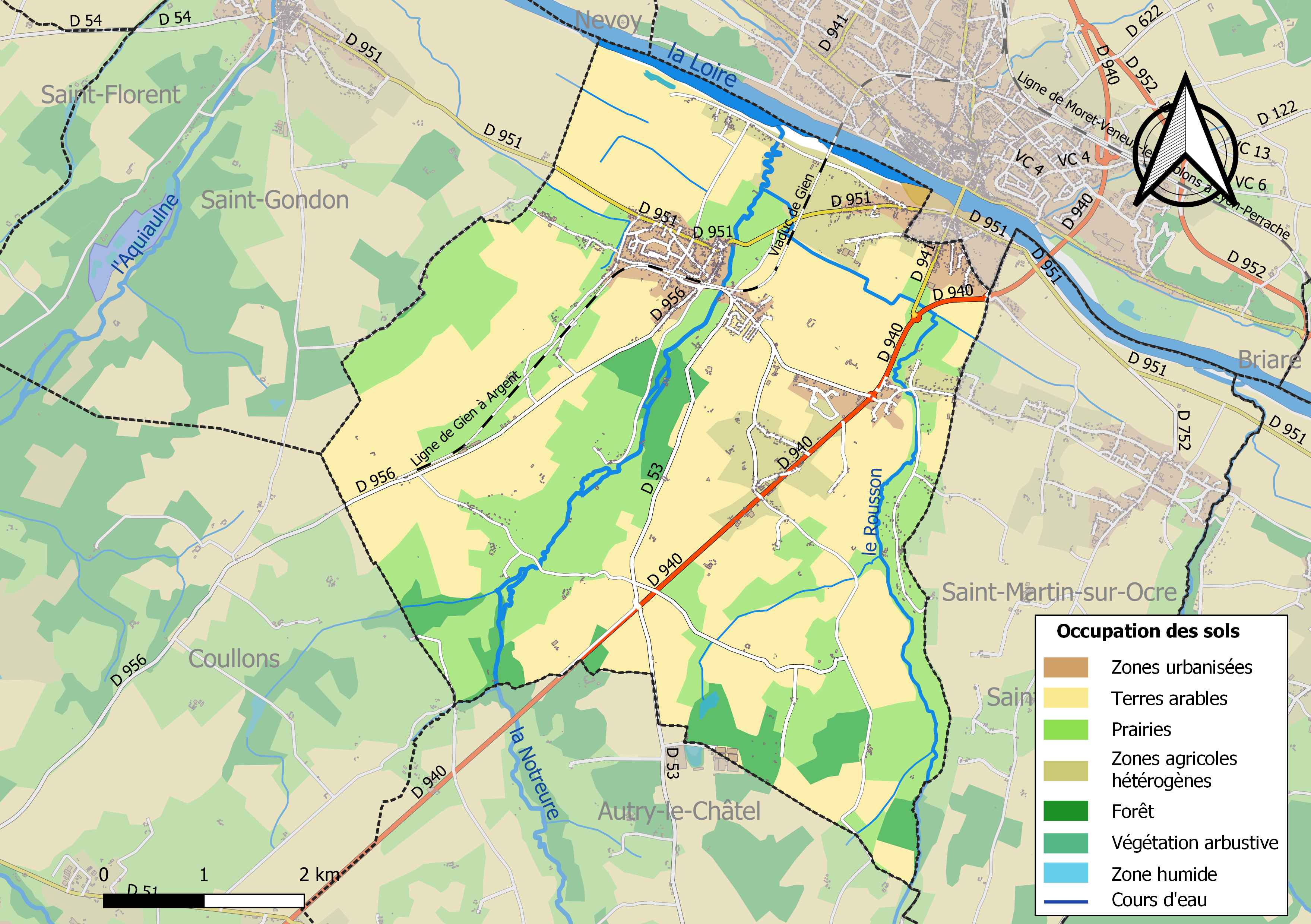
Kaart van de gemeente met de belangrijkste infrastructuur, bodemgebruik en omliggende gemeenten

## Demografie
Onderstaande figuur toont het verloop van het inwonertal (bron: INSEE-tellingen).